# Microstenus canaliculatus
Microstenus canaliculatus är en stekelart som beskrevs av Szepligeti 1916. Microstenus canaliculatus ingår i släktet Microstenus och familjen brokparasitsteklar. Inga underarter finns listade i Catalogue of Life.